# 1C 1001
La 1C 1001 est un locomotive électrique de la SNCF, fonctionnant sous courant continu à la tension électrique de 1,5 kW.
Elle est issue de la transformation de la 1CC1 3805 victime d'un bombardement pendant la Seconde Guerre mondiale. Elle est affectée au service des manœuvres à Saint-Jean de Maurienne entre 1950, date de sa modification et 1966, date de sa radiation.

## Description

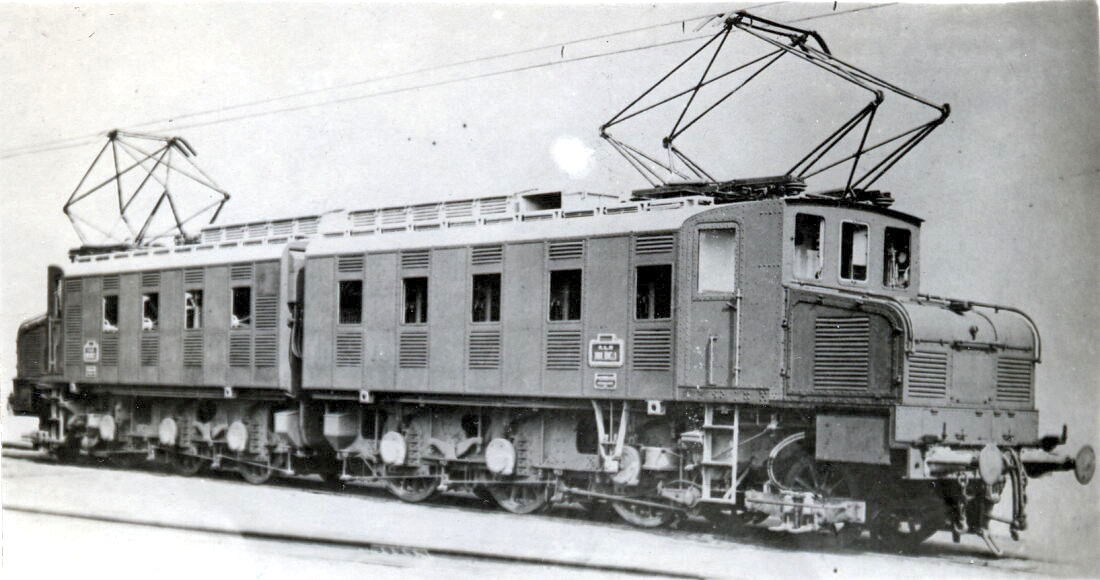
161 DE PLM, puis 1CC1 3800 SNCF

La 1C 1001 est une locomotive électrique issue de la transformation de la 1CC1 3805. Cette locomotive est en grande partie détruite lors du bombardement des installations ferroviaires de Modane dans la nuit du 10 au 11 novembre 1943 par les forces alliées.
Elle reste garée jusqu'en 1949, date à laquelle elle est transformée en machine de manœuvre et remise en service en août 1950. C'est en fait la demi-locomotive restée relativement saine qui est conservée et modifiée pour fonctionner seule.

## Service
| Image externe |                                                  |
|               | La 1C 1001 sur le site de l'APMFS (lien archive) |

La 1C 1001 passe toute sa carrière au service de la manœuvre sur les voies de la gare et du dépôt de Saint-Jean-de-Maurienne, sa vitesse limitée à 60 km/h — les 1CC1 3800 peuvent rouler à 80 km/h — et sa faible puissance lui interdisant toute sortie en ligne. En outre, ses frotteurs pour alimentation par troisième rail sont déposés, la gare de Saint-Jean-de-Maurienne n'étant pas équipée de ce dispositif. Elle cesse de circuler fin 1965 et elle est radiée l'année suivante,.

## Modélisme
La 1C 1001 a été reproduite à l'échelle HO par l'artisan Locoset Loisir (Artmetal-LSL) sous forme de kit en laiton à monter.